# Giuliano Simeone
Giuliano Simeone Baldini (Roma, Lacio; 18 de diciembre de 2002) es un futbolista argentino que juega en la demarcación de delantero en el Atlético de Madrid de la Primera División de España.
Es hijo del exfutbolista y entrenador Diego Simeone.

## Trayectoria

### Club Atlético de Madrid
Nacido en Roma cuando su padre jugaba en la S. S. Lazio, regresó a Argentina a vivir con su madre a los cuatro años, y comenzó su carrera en River Plate. En septiembre de 2019 pasó a las categorías inferiores del Atlético de Madrid; como en River no tenía un contrato profesional, el club no pudo retenerlo y la medida fue aprobada más tarde por la FIFA. Luego se unió al equipo Juvenil.
Hizo su debut profesional con el Atlético de Madrid "B" el 17 de enero de 2021, comenzando y anotando el primer gol en el empate 1-1 de Segunda División B a domicilio contra la Unión Deportiva Poblense. Anotó tres goles más en la temporada, pero sufrió el descenso del equipo.
Tras pasar la pretemporada de 2021 con el primer equipo, Volvió al "B", entonces en Tercera División RFEF, marcando ocho goles en 10 partidos entre los meses de noviembre y diciembre. Debutó con el primer equipo en el empate 0-0 de LaLiga con el Granada C. F. el 20 de abril de 2022, entrando como suplente en el minuto 90. Finalizó la temporada en el filial con 25 goles en 36 partidos.

### Real Zaragoza
El 4 de julio de 2022 llegó cedido al Real Zaragoza por una temporada y sin opción de compra. Con el equipo blanquillo fue el máximo goleador del equipo con 9 goles, y fue uno de los jugadores más determinantes en esa temporada.

### Deportivo Alavés
Tras una buena temporada en su cesión al Real Zaragoza es renovado por el Atlético de Madrid hasta 2028 y acto seguido llega cedido al Deportivo Alavés de la Primera División de España por una temporada. El 7 de agosto del 2023, sufre una durísima entrada en un partido amistoso ante el Burgos, en la que sufre una fractura de tibia y peroné lo que le dejaría 5 meses fuera de los terrenos de juego.
El 2 de enero de 2024, tras recuperarse de su lesión, debuta con el Deportivo Alavés, en un partido contra la Real Sociedad, disputado en el Reale Arena.

### Regreso al Atlético
Finalmente regresa a la entidad a punto de finalizar el mercado de verano. 
El 3 de noviembre de 2024 anota su primer gol en la victoria ante la UD Las Palmas por 2 a 0.

## Selección nacional

### Categorías juveniles
Con la Selección sub-23 de Argentina jugó los Juegos Olímpicos de París 2024. En la primera fecha contra Marruecos ingresó desde el banco por Kevin Zenón, convirtiendo más tarde el gol del descuento de un partido que finalizó con derrota albiceleste por 2 a 1. Ingresó en el segundo tiempo frente al seleccionado de Irak, participando activamente en el tercer gol.

#### Participaciones en Juegos Olímpicos
| Torneo                | Sede  | Resultado        | Partidos | Goles |
| --------------------- | ----- | ---------------- | -------- | ----- |
| Juegos Olímpicos 2024 | París | Cuartos de final | 4        | 1     |

### Selección absoluta
El 19 de agosto de 2024 fue convocado por Lionel Scaloni para la doble fecha eliminatoria vs. Chile y Colombia, fue convocado nuevamente para la fecha de marzo de 2025 contra Uruguay y Brasil, contra este último Giuliano marcó su primer gol, siendo este el 4-1 definitivo del partido.

## Estadísticas

### Clubes
Actualizado al último partido disputado el 8 de febrero de 2025.
| Club                            | Div.          | Temporada     | Liga  | Liga  | Liga   | Copas nacionales | Copas nacionales | Copas nacionales | Copas internacionales | Copas internacionales | Copas internacionales | Total | Total | Total  |
| Club                            | Div.          | Temporada     | Part. | Goles | Asist. | Part.            | Goles            | Asist.           | Part.                 | Goles                 | Asist.                | Part. | Goles | Asist. |
| ------------------------------- | ------------- | ------------- | ----- | ----- | ------ | ---------------- | ---------------- | ---------------- | --------------------- | --------------------- | --------------------- | ----- | ----- | ------ |
| Atlético de Madrid "B" · España | 2.ª B         | 2020-21       | 15    | 4     | 0      | —                | —                | —                | —                     | —                     | —                     | 15    | 4     | 0      |
| Atlético de Madrid "B" · España | 3.ª F         | 2021-22       | 36    | 25    | 6      | —                | —                | —                | —                     | —                     | —                     | 36    | 25    | 6      |
| Atlético de Madrid "B" · España | Total club    | Total club    | 51    | 29    | 6      | 0                | 0                | 0                | 0                     | 0                     | 0                     | 51    | 29    | 6      |
| Atlético de Madrid · España     | 1.ª           | 2021-22       | 1     | 0     | 0      | 0                | 0                | 0                | 0                     | 0                     | 0                     | 1     | 0     | 0      |
| Real Zaragoza · España          | 2.ª           | 2022-23       | 36    | 9     | 3      | 1                | 0                | 0                | —                     | —                     | —                     | 37    | 9     | 3      |
| Real Zaragoza · España          | Total club    | Total club    | 36    | 9     | 3      | 1                | 0                | 0                | 0                     | 0                     | 0                     | 37    | 9     | 3      |
| Deportivo Alavés · España       | 1.ª           | 2023-24       | 14    | 1     | 2      | 2                | 0                | 0                | —                     | —                     | —                     | 16    | 1     | 2      |
| Deportivo Alavés · España       | Total club    | Total club    | 14    | 1     | 2      | 2                | 0                | 0                | 0                     | 0                     | 0                     | 16    | 1     | 2      |
| Atlético de Madrid · España     | 1.ª           | 2024-25       | 28    | 2     | 6      | 4                | 4                | 0                | 9                     | 1                     | 2                     | 40    | 7     | 8      |
| Atlético de Madrid · España     | Total club    | Total club    | 29    | 2     | 6      | 4                | 4                | 0                | 9                     | 1                     | 2                     | 41    | 7     | 8      |
| Total carrera                   | Total carrera | Total carrera | 130   | 41    | 17     | 7                | 4                | 0                | 9                     | 1                     | 2                     | 145   | 46    | 19     |

## Vida personal
Giuliano es el tercer hijo del argentino Diego 'Cholo' Simeone, quien dirige al Atlético Madrid y fue internacional absoluto con la selección Argentina de futbol, además sus hermanos Giovanni y Gianluca también son futbolistas.